# 撃破
撃破（げきは）は、敵を攻撃して大きな被害を与えること。敵の部隊や兵器などを攻撃によって戦闘不能、および移動不能の状態すなわち無力化すること。

## 概要
撃破とは車輌や艦船、飛行機などの兵器を攻撃して戦闘不能の状態にすることを指す軍事用語である。
必ずしも行動不能にしたり、完全に破壊する必要はない。例えば敵兵器に、戦闘継続能力を喪失し撤退したり、乗員が放棄して脱出したりせざるを得ないほどの被害を与えれば撃破である。
陸戦車輌の場合は、攻撃による全損の場合でも修理可能な場合でも用いられるが、艦船では撃沈という攻撃による沈没、航空機には撃墜という攻撃による墜落を表す言葉がそれぞれ存在するため、沈没・墜落や全損には至らない程度の損傷を表す場合に使われる。
艦船の被害程度は小破、中破、大破があるが大破のみ戦闘能力を喪失した状態を表す。敵部隊を撃破したと言う場合は概ね敗走させたり、組織的戦闘能力を喪失させたりした状態を指す。